# Lista de ilhas do Rio Grande do Norte
Esta é uma lista de ilhas marítimas e fluviais do Estado do Rio Grande do Norte. Ela não inclui recifes de coral sem porção significativa acima da água.
| Ilha                | Corpo de água    | Coordenadas                 | Imagem |
| ------------------- | ---------------- | --------------------------- | ------ |
| Atol das Rocas      | Oceano Atlântico | 3° 51′ 59″ S, 33° 48′ 07″ O |        |
| Ilha da Coroa       | Rio Apodi        | 5° 12′ 58″ S, 37° 21′ 18″ O |        |
| Ilha das Pedrinhas  | Oceano Atlântico | 5° 05′ 20″ S, 36° 39′ 36″ O |        |
| Ilha de Maritaca    | Rio Apodi        | 4° 57′ 33″ S, 37° 08′ 31″ O |        |
| Ilha de Santa Luzia | Rio Apodi        | 5° 11′ 56″ S, 37° 20′ 17″ O |        |
| Ilha de Santana     | Rio Seridó       | 6° 27′ 25″ S, 37° 05′ 24″ O |        |
| Termisa             | Oceano Atlântico | 4° 49′ 00″ S, 37° 03′ 00″ O |        |